# Стационе ди Лана-Постал (Болцано)
Стационе ди Лана-Постал је насеље у Италији у округу Болцано, региону Трентино-Јужни Тирол.
Према процени из 2011. у насељу је живело 49 становника. Насеље се налази на надморској висини од 258 м.